# Paranthropus boisei
Paranthropus boisei este o specie de australopithecina din Pleistocenul timpuriu din Africa de Est care a trăit acum aproximativ 2,3-1,34 sau 1 milion de ani în urmă.